# 放射温度計

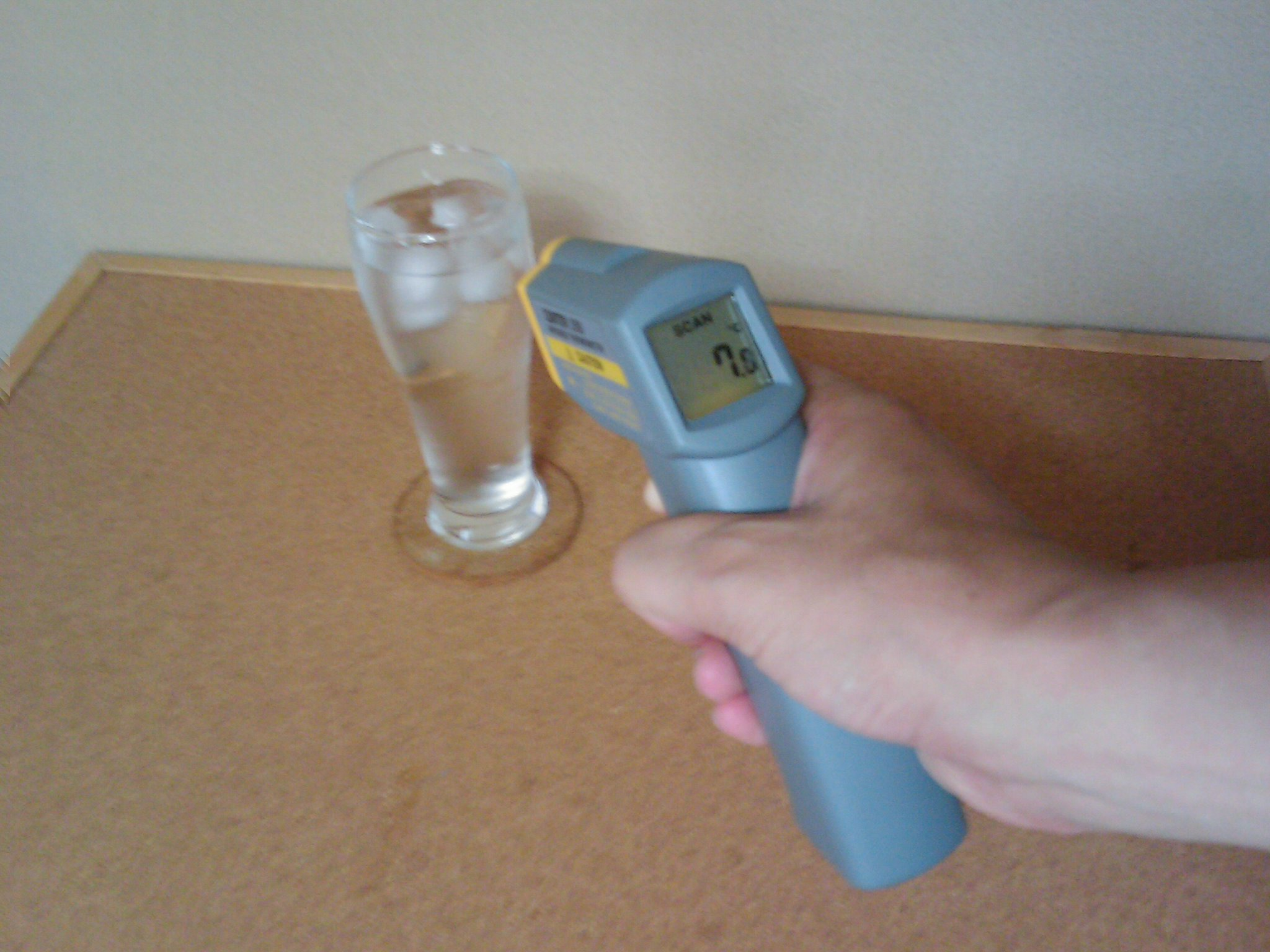
放射温度計（非接触温度計）の一種

放射温度計（ほうしゃおんどけい）は、物体から放射される赤外線や可視光線の強度を測定して、物体の温度を測定する温度計である。
これらの赤外線や可視光線といった熱放射は黒体放射によって生じ、温度と放出エネルギーとの関係を表すシュテファン＝ボルツマンの法則およびプランクの法則によって、物体の温度を算出することができるのを活用している(色温度)。
放射温度計の主な長所は、測定が高速に行えることと、非接触で測定可能な点である。非接触で測定可能なことは、熱伝導によって測定対象と温度計とが同じ温度になる必要がある多くの温度計・測定方法と違い、短時間で温度測定が可能となる要因ともなっている。

## 赤外放射温度計
赤外放射温度計は、比較的低温領域でも放出される赤外線をもちいて、物体の表面温度を測定する機器である。
物質によって熱放射の放射率ε が異なるため、放射率の補正を考慮しないと、測定温度が正しく測れない場合がある。放射率は、黒体は1であるが、ゴムやセラミックなどでは0.95程度、金属等表面光沢がある物は0.9未満になる傾向がある。
このことから、対象物表面状態に左右される計測方法であり、誤差が生じやすい。誤差を抑制するためには、事前に他の温度測定法(熱電対など)との間で校正曲線を求めるか、黒体放射とするための媒体を表面に塗布する事が必要となる。ただし、後者の場合は、媒体が本来の測定対象と同一温度になるために若干の時間を要するため、測定値に遅れが出る。

## パイロメーター(高温計、高温測定計、光高温度計)
パイロメーターは白熱している物体(つまり、可視光線を出している物体)の温度を測定する機器である(色温度、Planck's law of black body radiation)。
黒体がこのような可視光線を出すにはかなりの高温が必要であることから(ウィーンの変位則)、1000K付近よりも高温となる溶融金属など冶金や窯業で利用される。

## 主なメーカー
- ルマセンス・テクノロジー
- ロトロニック
- NEC Avio赤外線テクノロジー
- 堀場製作所
- キーエンス
- チノー
- オプテックス
- ジャパンセンサー
- エー・アンド・デイ
- レイテック
- 佐藤計量器製作所
- ウイジン
- フルーク・コーポレーション